# Paul Brühwiler
Paul Brühwiler (* 1. Juni 1939 in Luzern) ist ein Schweizer Grafikdesigner und Künstler.

## Leben und Werk
Nach einer Grafikerlehre in Luzern lebte Paul Brühwiler in der ersten Hälfte der 1960er Jahre in Paris, wo er sich beruflich weiterbildete, unter anderem im Büro von Albert Hollenstein und bei der Edition Condé Nast. Die Jahre von 1965 bis 1973 verbrachte er in Los Angeles, wo Brühwiler erst in den Studios von Saul Bass, Ray und Charles Eames, sowie in der Werbeagentur Carson/Roberts arbeitete, bevor er sich 1969 selbständig machte. 
1973 kehrte Brühwiler in die Schweiz zurück. Hier war er als Grafiker für verschiedene Projekte tätig. Nicht zuletzt schuf er eine grosse Anzahl von Plakaten für verschiedene kulturelle Institutionen der Stadt Zürich. Nach zwei Jahren als Fachlehrer an der Kunstgewerbeschule Zürich wirkte Brühwiler 1985–1999 auch als Dozent an der Schule für Gestaltung Luzern und Fachlehrer an der dortigen Grafikabteilung. Daneben widmet sich Brühwiler seit 1984 primär seinem freikünstlerischen Schaffen.